# Санный Мыс (могильник)
Санный Мыс — могильные комплексы эпохи бронзы (культуры плиточных, фигурных могил и курганов-керексур) и средневековья (могилы-курганы кочевников от хунну до ранних монголов), открытые в 1855 году этнографом Д. П. Давыдовым. Комплексы расположены в Хоринском районе Республики Бурятии по обе стороны сопки Тапхар. Вместе с одноимённым древнем поселением образует комплекс памятников Санный Мыс. Здесь находятся самые восточные из известных керексур, а также оленный камень с односторонним изображением. Памятник является объектом культурного наследия России федерального значения.

## Географические положение
Могильный комплекс расположен в районе села Санномыск Хоринского района Республики Бурятии, в 15 км на восток от села Удинск, на правом берегу в среднем течении реки Уды, у юго-восточного подножия горной гряды Тапхар (гора Санный Мыс) в средне-удинской впадине.

## История исследований

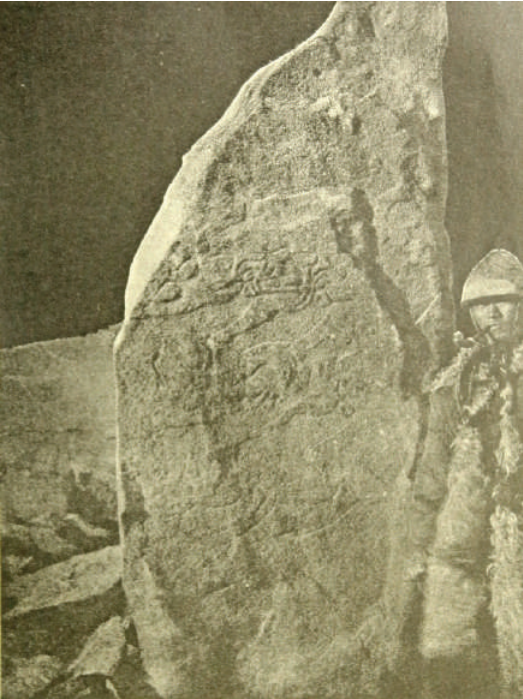
Оленный камень с могильника Санный Мыс (Аксель Олай Гейкель, 1890 год)

В 1855 году этнографом Д. П. Давыдовым у подножия горы Санный Мыс был открыт крупный могильник. В углу одной из плиточных могил размером 5 ¼ × 4 аршина и ориентированной по оси с запада на восток находился оленный камень с односторонним изображением на южной стороне. Проведённые раскопки обнаружили два черепка глиняной посуды и несколько лошадиных костей. Кроме того, Д. П. Давыдовым был найден небольшой камень с изображением, который он передал 2 августа 1855 года в ВСОРГО.
В 1890 году финский этнограф Аксель Олай Гейкель предпринял поездку по следам экспедиции Д. П. Давыдова. Он посетил могильник на Санном Мысу, сделал фотографию вида на могильник, а также фото оленного камня. В настоящее время, из за того что в середине XX века оленный камень был смыт паводковыми водами реки Уды, его фотография и описания Д. П. Давыдова являются единственными, что даёт представление о плите. Н. Н. Диков сделал схематические рисунки могильника, включая каменную кладку, где стоял оленный камень.
В 1958 году археологом А. П. Окладниковым во время разведки Бурятской археологической экспедиции в районе реки Уды вдоль скалистого мыса была частично раскопана группа плиточных и фигурных могил, часть которых на момент раскопок уже была разрушена и обваливалась в реку. В одной из них была обнаружена керамика с чётко выраженным «вафельным» орнаментом.
В 1968 году археологом И. В. Асеевым была обнаружена группа погребений разновременного могильника. Всего им было раскопано 16 погребений. Были вскрыты кладки прямоугольной формы, относящиеся к эпохе плиточных могил (эпоха бронзы), а также фигурные и плиточные погребения, у которых явно прослеживаются оградки из вертикально поставленных плит гранита либо песчаника. Кроме того, были обнаружены погребения курганного типа, кладки у которых были выполнены из кусков скальной породы. Внутри колод были встречены берестяные подушки, уложенные под головы погребённых, в некоторых местах в качестве «подушек» использовались плитки камня.
В 1980 году краеведом А. В. Тиваненко вблизи предполагаемого оленного камня, открытого в 1855 году, был найден жертвенный очаг квадратной формы размером 0,7 × 1,0 м в виде выложенного вертикально поставленными каменными плитами ящика, одна сторона которого была разрушена. Дно ящика было выстлано плоскими каменными плитами. Внутри лежал обломок трубчатой кости в окружении многочисленных древесных угольков. Кроме того, был открыт ещё один могильник эпохи позднего средневековья.
В 2006 году экспедиция Музея БНЦ СО РАН под руководством археолога Л. В. Лбовой, проводя раскопки на верхней площадке Санномысского скального останца, расположенного на высоте 15 метров от уровня реки, выше палеолитического жилища, обнаружила новые погребения.

### Охранный статус
Постановлением Совета Министров РСФСР от 4 декабря 1974 года № 624 могильник был включён в список памятников культуры государственного значения. В едином государственном реестре объектов культурного наследия народов Российской Федерации приказом Министерства культуры РФ № 114453-р от 10 октября 2017 года могильник Санный Мыс зарегистрировано как объект культурного наследия федерального значения «Плиточный могильник», входящий в состав объекта культурного наследия федерального значения «Комплекс памятников», с присвоением ему регистрационного номера 031641053910016.

## Могильник
Могильные погребения встречаются отдельными группами, расположенными по обе стороны сопки Тапхар. Могильник включает группу плиточных могил, внешние конструкции которых представлены в форме каменного ящика. Здесь находятся самые восточные из известных керексур и располагается самая значительная по размерам фигурная могила — 24 м в длину, имеющая форму растянутой шкуры животного. Могильные комплексы эпохи бронзы (культуры плиточных, фигурных могил и курганов-керексуров) и эпохи средневековья (могилы-курганы кочевников от хунну до ранних монголов) поделены на четыре пункта:
Первый пункт находится на южном склоне горы и, частично, по береговой террасе. Включает четыре плиточные могилы, расположенные по линии с юга-востока на северо-запад, а также два надмогильных кургана средневековых кочевников, имеющие кладку диаметром 3,3 м и высоту до 1,3 м.
Второй пункт расположен западнее первого пункта, на южной стороне горы, вокруг двух небольших сопок со скальными выходами. Комплекс керексур на южной стороне первой сопки имеет круглую оградку с центральным курганом, на восточной стороне которого находится полоса ритуальных кладок. За ними, растянувшись по дуге восток—юг—запад, расположились ритуальные розетки-кольца. Внутри и южнее керексуры находятся плиточные могилы. На юго-восточной стороне склона расположилась фигурная плиточная могила, на севере — круглый керексур, на северо-востоке — большая группа ритуальных кладок или кочевнических могил. У основания второй сопки, на её юго-западной стороне, располагались плиточные могилы, на северо-востоке — круглый курган. Всего же было зафиксировано 36 надмогильных конструкций, две керексуры, четыре плиточные могилы, две фигурные плиточные могилы и 28 округлых кладок, все они различной степени сохранности.
Третий пункт — самый компактный, занимает небольшую территорию. Расположен к западу от второго пункта, к северо-западу от водонасосной станции и к юго-западу от горы. Надмогильные сооружения большинства плиточных могил выполнены большими каменными плитами. Могилы строго соотнесены и ориентированы относительно друг друга, располагаясь в несколько рядов. Часть захоронений к моменту открытия уже была разрушена, плиты каменных ящиков либо были вывезены, либо сломаны. Погребальные памятники ограблены и осквернены. Всего в состав третьего пункта входит 15 плиточных могил.
Четвёртый пункт расположен южнее сопки с субурганом. Захоронения — в основном классические плиточные и фигурные могилы развитого бронзового века, часть могил были отнесены к средневековью. Пункт расположен компактно у подножия горы по её юго-восточному склону. Некоторые могилы достигают гребня сопки, а мелкие средневековые курганы сливаются с естественными выходами скальной породы. Южные захоронения расположены на сильно уположенном, а наиболее северные — на достаточно крутых склонах сопки. Некоторые могилы находятся на расстоянии от основной части. Всего в состав могильника четвёртого пункта входит 25 плиточных могил бронзового века (в том числе 16 фигурных) и 19 округлых кладок, относящихся к средним векам.

## Погребения
Во время расчистки края одной из могил, найденной в 1958 году, под большими глыбами камня был обнаружен костяк человека без черепа. Погребённый лежал головой на запад. Вещей при нём не оказалось, но среди камней обнаружены обломки глиняного сосуда, покрытые снаружи шахматным орнаментом.
В 1968 году И. В. Асеевым были раскопаны ещё несколько погребений:
Погребение № 9 находилось на вершине возвышенности, примерно в 450 м от уровня реки. Могила курганного типа имела размеры 350 × 220 см. Кладка состояла из крупных кусков скальной породы. При зачистке на глубине 35 см была найдена костяная обкладка лука длиной 147 мм, шириной 19 мм в середине и толщиной 4 мм. Костяк человека (162 см) лежал в колоде длиной 2 м, ориентированный головой на север. Возле нижней челюсти лежала железная пряжка в виде кольца с подвижным язычком. У коленки с наружной стороны левой ноги располагался фрагмент узкого железного ножа. В ногах была обнаружена железная четырёхугольная пластина.
Погребение № 10 располагалось с восточной стороны под скалой среди скальных осыпей. Череп погребённого наполовину выходил на поверхность. Скелет был завернут в бересту и обложен камнями. Мощность засыпки составляла 15—20 см, из-за чего практически весь костяк находился на поверхности и подвергался интенсивному воздействию влаги, поэтому кости были в очень плохой сохранности. Погребённый лежал головой строго на север. В области таза по левой стороне лежали ножницы в хорошей сохранности, рядом с ножницами располагался фрагмент железного ножа. Между бедренными костями находился неизвестный по виду железный предмет — лопаточкообразный с втульчатой рукояткой, сделанной из того же листа железа, что и лезвие лопатки; возможно, это была копалка. Под коленом левой ноги погребённого был найден костяной стерженёк с обломанным концом и с просверленным по центру отверстием, данный стержень мог играть роль пряжки от перевязки берестяного савана.
Погребение № 14 располагалось на южном склоне горы и имело каменную кладку, вытянутую с севера на юг, размером 3 × 2 м и мощностью 30—35 см. На глубине 60 см была обнаружена колода-гроб в очень плохой сохранности. Умерший лежал на спине, в вытянутом положении, ориентированный головой на север. У черепа с правой стороны лежала береста, а возле шейных позвонков — каменная бусина. Между бедренными костями найден пенальчик, сделанный из бараньей кожи, предположительно игольник, внутри которого лежал железный стержень. В области грудной клетки обнаружены две бронзовые подвески. Кроме того, в колоде были найдены кусочки зелёной шёлковой материи.
Погребение № 15 располагалось на юго-западном склоне горы, примерно на высоте 500 м от уровня реки. Кладка погребения, мощностью 45—50 см и диаметром 4—6 м, состояла из округлых валунов гранита. Исследователи отнесли погребение к курганному типу. Ширина могильной ямы составляла 120 см, а длина 180 см. На глубине 90 см был обнаружен скелет человека в плохой сохранности. Погребённый лежал на спине в полускорченном положении, головой на восток, с отклонением около 15°. Возле ног умершего лежали две бронзовые пряжки с растительным орнаментом и коррозированный железный предмет. На лобной части черепа обнаружено шесть жемчужных бусин в виде розетки, на височных костях — два бронзовых кольца. На дне могилы в хаотичном порядке лежали камни.
Погребение № 16 располагалось на западном склоне горы, в 10 м южнее от погребения № 9 на высоте 450 м от уровне реки. Относилось к курганному типу, имело размеры 250 × 210 см, мощность кладки составляла 40 см. На глубине 50 см был обнаружен костяк в плохой сохранности. Умерший лежал на спине, головой на север, в колоде-гробе длиной 180 см, кисти рук лежали на бедрах. В средней части колоды лежал позвонок барана, слева — берцовая кость, а в области грудной клетки был найден вертикально стоящий обломок лопатки барана, а также железный ножичек, воткнутый вертикально в днище колоды. В некоторых местах находились кусочки бересты со следами прошивки; как предполагает И. В. Асеев, она могла использоваться в качестве подстилки.
Погребение, обнаруженное в 2006 году, представляло собой неглубокую могильную яму, вложенную в небольшое скальное углубление с хорошо прослеживаемым краем. Погребённый лежал головой на восток. При зачистки были обнаружены отдельные кости рук, ребра, ноги, плюсны, а также зуб человека. Среди находок были изделия из металла, каменные, керамические и костяной инвентарь. Керамика была представлена фрагментами трёх-четырёх сосудов, две из которых были плоскодонными, гладкостенными и украшенными налепным рассечённым валиком, ещё один был покрыт шнуровым техническим декором. Также было обнаружено большое количество жжёной и битой кости, уголь (по всей видимости, к погребению они отношения не имели, а маркировали жертвенное место). Приблизительный возраст погребения оценивается примерно в 2000 лет (развитая бронза). Инвентарь погребения, найденный при раскопках, хранится в Музее БНЦ СО РАН и представлен оружием, орудиями и украшениями в количестве 13 единиц: два наконечника стрел, фрагменты двух бронзовых ножей, фрагмент узкого ножа, фрагмент острия четырёхугольного в сечении шила, пять трубчатых пронизок, проволочное кольцо и фрагмент нашивки. Топографически погребение было отделено от других захоронений.